# 溫迪維爾 (密蘇里州)
溫迪維爾（英語：Windyville）是位於美國密蘇里州達拉斯縣的非建制地區。

## 歷史
溫迪維爾的郵局於1921年設立，其後於1998年停運。

## 地理
溫迪維爾所處的海拔為高於海平面327米（即1073英呎），而該地所採用的時區為UTC-6，即北美中部時區（CST）。同時該地設有夏令時間，為UTC-6調快一小時，即UTC-5（CDT）。